# Хворостянский район (Липецкая область)
Хворостянский район — административно-территориальная единица в составе Центрально-Чернозёмной, Воронежской, Рязанской и Липецкой областей РСФСР, существовавшая в 1928—1933 и 1934—1960 годах. Административный центр — Хворостянка.
Хворостянский район был образован в 1928 году в составе Козловского округа Центрально-Чернозёмной области. 16 сентября 1929 года район был передан в Усманский округ. После ликвидации округов в 1930 году район перешёл в прямое подчинение области.
1 февраля 1933 года Хворостянский район был упразднён. При этом его территория была разделена следующим образом:
- в Грязинский район — Коробовский, Княже-Байгорский и Подворский сельсоветы
- Добринский район — Богородицкий 3-й, Дуровский, Никольский, Нижне-Матрёнский, Ольховский, Отскоченский, Пушкинский, Салтычковский, Средне-Матрёнский и Хворостянский с/с
- в Дрязгинский район — Васильевский и Пластинский с/с
- в Шехманский район — Ивановский и Шумиловский с/с.

18 января 1935 года, после разделении Центрально-Чернозёмной области на Курскую и Воронежскую, Хворостянский район был восстановлен в составе последней из частей Добринского и Грязинского районов.
6 января 1954 года Хворостянский район был передан в Липецкую область.
21 июня 1960 года Хворостянский район был упразднён, а его территория разделена между Грязинским и Добринским районами.